# Gateway Towers
Gateway Towers es un rascacielos residencial de 27 pisos cercano al Point State Park en Pittsburgh. Fue construido en 1964 como edificio de apartamentos de lujo. Entre 1979 y 1980 Commonwealth Fort lo convirtió en condominios de lujo.  En 1987, los 94 apartamentos restantes se vendieron en subasta.
Gateway Towers generaró un beneficio de 3 millones de dólares en 2006. Tiene 560 000 pies cuadrados (52 025,7 m²) de superficie en 308 apartamentos. 